# Carlos Strandberg
Sergio Carlos Strandberg (Gotemburgo, 14 de abril de 1996) é um futebolista sueco que joga como atacante. Atualmente defende o Malmö.

## Carreira por clubes
Depois de jogar nas categorias de base de Backa IF e Hisingsbacka FC, Strandberg chegou ao BK Häcken em 2012, sendo promovido ao elenco principal no ano seguinte.
Em 2014, esteve perto de assinar com o Borussia Dortmund, mas não foi aprovado nos exames médicos. Contratado pelo CSKA Moscou em fevereiro de 2015, atuou em 11 jogos na primeira divisão russa e marcou 3 gols. Em agosto do mesmo ano, foi emprestado ao Ural, onde fez apenas 2 partidas.
Em março de 2016, foi novamente cedido por empréstimo, desta vez para o AIK, jogando 12 partidas. De volta ao CSKA, Strandberg não teve o contrato renovado. Assinou com o Club Brugge em janeiro de 2017, mas não chegou a entrar em campo e foi emprestado pela terceira vez na carreira, agora com o KVC Westerlo, onde disputou apenas 5 jogos e marcou um gol. Fora dos planos do Brugge, o atacante foi vendido por 1 milhão de euros ao Malmö, seu atual clube.

## Seleção
Com passagem pelas equipes de base da Seleção Sueca desde 2013, Strandberg participou do Mundial Sub-17 de 2013.
Além da Suécia, o atacante é considerado elegível para defender Moçambique, já que sua mãe é natural do país africano.